# Osbert Salvin
Osbert Salvin est un ornithologue et herpétologiste britannique, né le 25 février 1835 à Finchley dans le Middlesex et mort le 1er juin 1898 à Fernhurst dans le Sussex de l'Ouest.

## Biographie
Son nom est lié à celui de son meilleur ami, Frederick DuCane Godman (1834-1919), également ornithologue. Ils se rencontrent à Cambridge où Salvin étudie les mathématiques et Godman le droit. Ils décident alors de se vouer uniquement à l’étude des oiseaux.
Salvin, le plus souvent avec Godman, fait de très nombreux voyages dans le nord de l’Afrique, en Amérique centrale (1857-1860, 1861-1863, 1873-1874) et dans de nombreux pays européens.
Il obtient le poste de conservateur du département d’ornithologie (la collection Strickland) de l’université de Cambridge de 1874 à 1882.
Il participe, avec Godman et d’autres ornithologues, à la fondation de la British Ornithologists' Union en 1858. La médaille Godman-Salvin, décernée par cette institution et récompensant des travaux sur les oiseaux, commémore leurs mémoires.
Vers 1863, ils décident de joindre leurs collections ornithologiques et entreprennent alors la rédaction d’un grand ouvrage sur la faune et la flore d’Amérique centrale et qui traite également d’archéologie. Près de quinze ans plus tard, ils commencent à faire paraître Biologia centrali-americana (1879-1915) qui comptera soixante-trois volumes. Les deux hommes sont très influencés par les idées darwiniennes.
À partir de 1885, ils commencent à offrir leur collection au British Museum, celle-ci est riche de 55 500 peaux (dont 346 types) et plus de 3 000 œufs. Pour améliorer la représentation des espèces d’Amérique du Nord, Salvin se livre à différents achats de collections, représentant plus de 16 000 spécimens.
Ils réalisent également d’importantes collections entomologiques.
Salvin meurt d’une maladie cardiaque, peut être empoisonné par les produits à base d’arsenic qu’il manipule pour la conservation des peaux d’oiseaux.

## Liste partielle des publications
- 1887 : avec Frederick DuCane Godman, Biologia Centrali-Americana. Insecta. Lepidoptera-Rhopalocera. Duleau & Co., Bernard Quartrich (Londres), 2, 1–112, pls 48–56.

## Espèces éponymes
- Moucherolle de Salvin (Aphanotriccus capitalis) (Salvin, 1865)
- Bolitoglossa salvinii (Gray, 1868)